# Mp3tag
Mp3tag je freeware aplikace fungující pod Windows. Slouží k editaci ID3 tagů ve zvukových souborech AAC, ALAC, APE, DSF, FLAC, MP3, MP4, M4A, M4B, M4V, iTunes, MPC, OGG, OFR, OFS, OPUS, SPX, TAK, TTA, WMA, WV a WAV. 
Program umožňuje přehledně kategorizovat tyto zvukové soubory. Jednou ze zajímavých vlastností je schopnost importovat údaje tagů z různých online zdrojů – např. z Amazon.com nebo z freedb.org. Taktéž je možný export seznamu skladeb do uživatelem definovaného formátu: HTML, CSV, RTF, či XML. 
Program je přeložen i do češtiny a slovenštiny. 
Použití je velmi intuitivní: V hlavním okně otevřete složku, v níž se nachází album, vyberete si soubory a do polí vlevo vyplníte potřebné údaje. Ty se potom použijí na všechny vybrané soubory najednou. Můžete zadat jméno interpreta, název skladby a alba, rok, žánr, číslo stopy a komentář. Případně pro danou skladbu je možné zvolit obsah <blank> (odebrat) nebo <keep> (ponechat). To se hodí např. pro položku Title (Skladba). Pokud totiž tag název skladby neobsahuje, dá se sem velmi jednoduchou operací – podle definovaného vzoru – zkopírovat z názvu souboru (jde to i naopak). 

## Hlavní vlastnosti
- ukládání ID3v1.1, ID3v2, APEv2, MP4, WMA a Vorbis komentářů do více souborů současně
- plná podpora Unicode
- podpora vkládání obalů alb
- automatické vytváření playlistů (seznamů stop)
- mapování tagových polí definované uživatelem
- rekurzivní podpora podsložek
- odebrání části nebo všech tagů z více souborů současně
- přejmenovávání souborů na základě údajů z tagů
- import tagů z názvů souborů
- formátování tagů a názvů souborů
- náhrada znaků nebo slov v názvech souborů nebo tagách
- podpora regulárních výrazů
- Export údajů tagů do uživatelem definovaných formátů (např. HTML, RTF, CSV, XML)
- Import údajů tagů z online databází discogs, freedb (nově z gnudb.org), MusicBrainz
- Import údajů tagů z místní databáze freedb
- podpora ID3v2.3 (ISO-8859-1 i UTF-16) a ID3v2.4 s UTF-8